# 辻麻里子
辻 麻里子（つじ まりこ、1964年 - 2017年）は、作家。横浜出身。臨死体験経験者。UFOを見た経験がある。

## 著書
- 辻麻里子 『22を超えてゆけ CD付 ― 宇宙図書館をめぐる大冒険』 ナチュラルスピリット、2003年、ISBN 978-4864512688
- 辻麻里子 『6と7の架け橋 ー22を超えてゆけII(太陽の国へVer2)』 ナチュラルスピリット、ISBN 978-4903821474